# Meu Pequeno Cachoeiro
"Meu Pequeno Cachoeiro" é uma música do cantor e compositor Raul Sampaio, que ficou conhecida nacionalmente na voz de Roberto Carlos. Em 28 de julho de 1966, foi declarado oficialmente como hino da cidade de Cachoeiro de Itapemirim, decretado pela lei municipal n° 1072/66. 
Na letra original está "O meu bom jenipapeiro/ bem no centro do terreiro" em vez de "Meu flamboyant na primavera/ que bonito que ele era". Na hora de gravar a música, Roberto Carlos pediu para mudar esse trecho da letra, pois achava que não combinaria com o resto, e o mesmo não queria gravá-la caso não mudasse. Acontece que Raul Sampaio não queria que mudasse, e só depois de muita insistência por parte de Roberto, Raul cedeu. 
Lançada no disco "Roberto Carlos", de 1970, a música fez um sucesso enorme, ficando nacionalmente conhecida.